# Sophronica fallaciosa
Sophronica fallaciosa là một loài bọ cánh cứng trong họ Cerambycidae.